# تشيستر هيغينز جونيور
تشيستر هيغينز جونيور (بالإنجليزية: Chester Higgins, Jr.)‏ هو مصور أمريكي، ولد في 1946 في ليكسينغتون في الولايات المتحدة.

## وصلات خارجية
- الموقع الرسمي
- تشيستر هيغينز جونيور على موقع IMDb (الإنجليزية)